# Trygetus berlandi
Trygetus berlandi är en spindelart som beskrevs av Denis 1952. Trygetus berlandi ingår i släktet Trygetus och familjen Zodariidae.
Artens utbredningsområde är Marocko. Inga underarter finns listade i Catalogue of Life.